# Magny-Vernois
Magny-Vernois – miejscowość i gmina we Francji, w regionie Burgundia-Franche-Comté, w departamencie Górna Saona.
Według danych na rok 1990 gminę zamieszkiwały 1043 osoby, a gęstość zaludnienia wynosiła 163 osoby/km² (wśród 1786 gmin Franche-Comté Magny-Vernois plasuje się na 160. miejscu pod względem liczby ludności, natomiast pod względem powierzchni na miejscu 691.).